# San Cayetano (kommun i Colombia, Norte de Santander, lat 7,83, long -72,64)
San Cayetano är en kommun i Colombia.   Den ligger i departementet Norte de Santander, i den norra delen av landet, 400 km norr om huvudstaden Bogotá. Antalet invånare är 4 493. Arean är 144 kvadratkilometer.
Terrängen i San Cayetano är varierad.